# Richter Gedeon Nyrt.

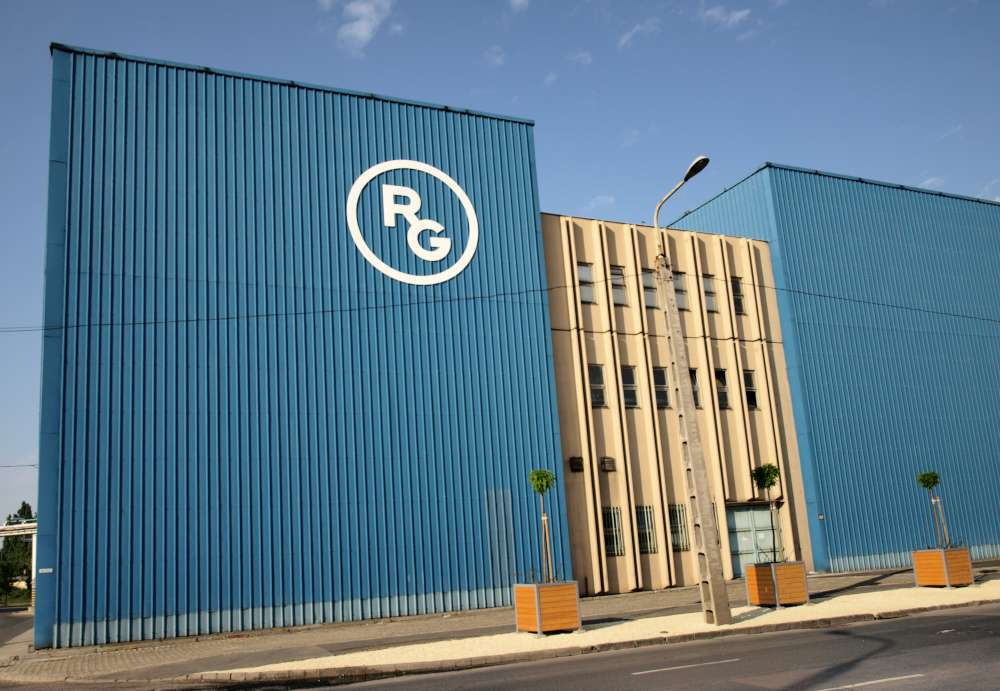
A Richter Gedeon Nyrt. egyik épülete

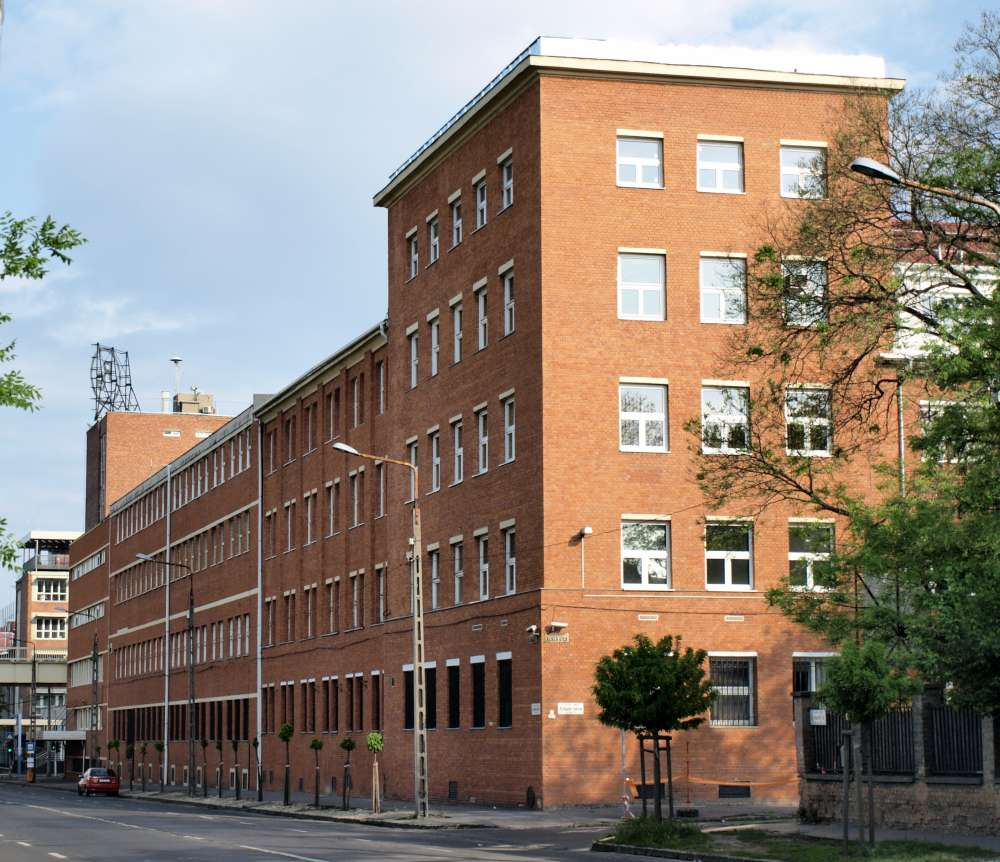
A Richter Gedeon Nyrt. egyik épülete

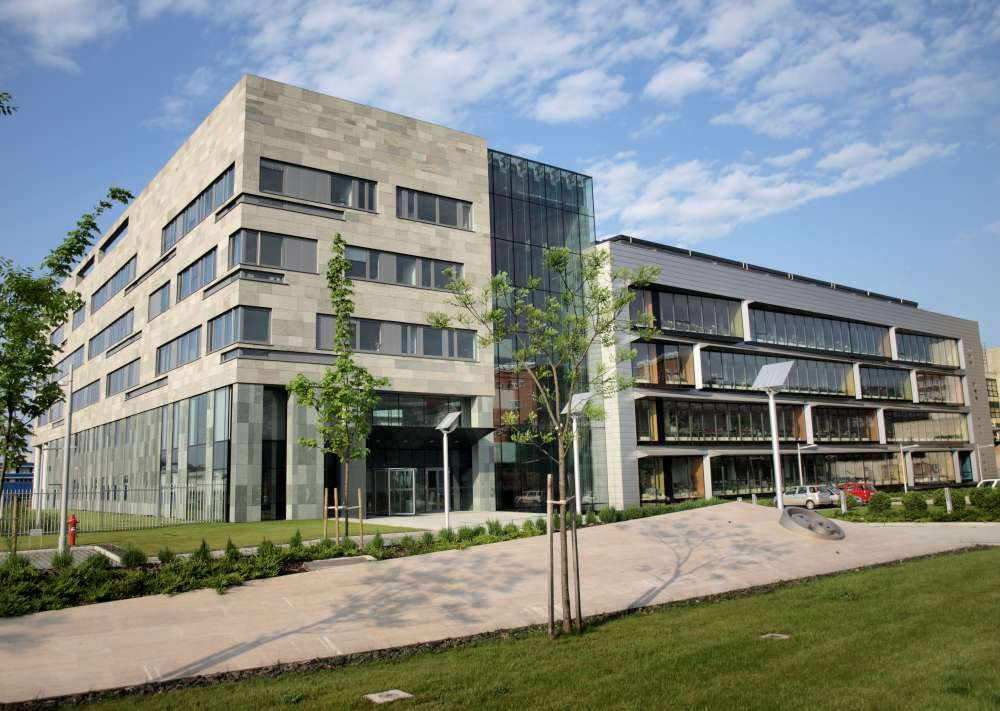
A Richter Gedeon Nyrt. kutatási épülete

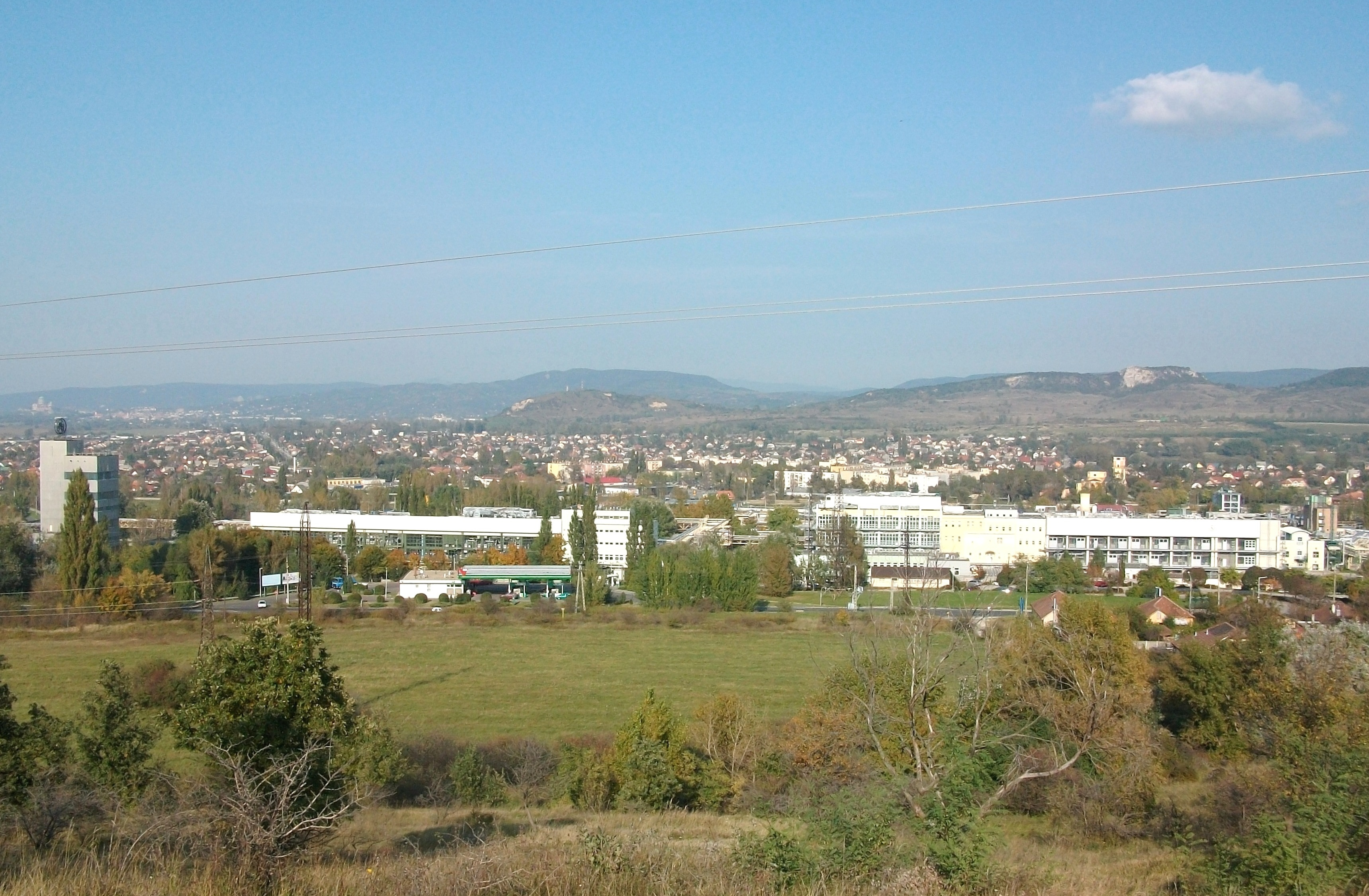
A Richter Gedeon Nyrt. dorogi gyáregysége

A Richter Gedeon Nyrt. Magyarország egyik legfontosabb gyógyszeripari vállalata, a hazai gyógyszergyárak közül a legnagyobb hányadban van magyar részvényesek tulajdonában (kb. 34%). Külföldi érdekeltségei révén Közép-Európában regionális multinacionális vállalatnak tekinthető. 2017 óta Orbán Gábor a vezérigazgató és Bogsch Erik az operatív elnök.
A Coface CEE Top 500 rangsor szerint 2021-ben és 2022-ben Magyarország 22., illetve 17. és Közép- és Kelet-Európa 134., illetve 143. legnagyobb forgalmú vállalata.

## Története

### A Sas patika
Richter Gedeon gyógyszervegyész – külföldi tanulmányútjairól hazatérve – 1901-ben megvásárolta Budapesten az Üllői úton a Sas patikát. Laboratóriumában sikerrel kísérletezett állati szervekből kivont (ún. organoterápiás) készítményekkel. 1902-ben hozta sikerrel forgalomba a Tonogen védjegy alatt a korában világszínvonalat képviselő organoterápiás készítményt.

### Gyáralapítás Kőbányán
A siker lehetővé tette, hogy Richter Gedeon családi vállalkozásként gyógyszergyárat alapítson Budapesten a Gyömrői út – Cserkesz utca közötti területen. A termékpaletta kibővült: fertőtlenítő szertől (Hyperol) a láz- és gyulladáscsillapító Kalmopyrin védjegyes termékig.

### A Richter Gedeon Vegyészeti Gyár Rt.
A családi vállalat 1923-ban alakult részvénytársasággá, ezáltal a termékfejlesztésre és a vállalati akvizícióra (leányvállalatok Bukarestben és Varsóban) elegendő tőke jutott. A második világháború elejére a gyár már öt világrészre kiterjedő képviseleti hálózattal és 10 leányvállalattal rendelkezett. A cég exportjára jellemző, hogy 34 államban tartott fenn bizományi raktárt.
Richter Gedeon, miután saját gyárából kitiltották, 1944-ben a Duna-parton a nyilasterror áldozata lett.

### Kőbányai Gyógyszerárugyár néven
A második világháború után a gyárat államosították, és összevonták néhány, szintén államosított kisebb vegyi üzemmel (Rex, Egger, Magyar Pharma). A budapesti ipar dekoncentrációjával összefüggésben 1967-ben a termelés egy részét kihelyezték Dorogra, a város határában felépült gyárkomplexumot azóta többször bővítették.
A gyár nevét Kőbányai Gyógyszerárugyárra változtatták, amely név egyrészt egyetlen idegen nyelv beszélője számára sem volt kiejthető, másrészt állandó tévedésekre adott okot amiatt, hogy a mai EGIS gyógyszergyár is Kőbányán található. Mindezek miatt a rendszerváltásig a gyár belföldön a Kőbányai Gyógyszerárugyár nevet, külföldön, valamint iparjogvédelmi jogok (formális) jogosultjaként a Richter Gedeon Vegyészeti Gyár Rt. cégnevet, illetve ennek idegen nyelvi megfelelőjét használták.
Az állami vállalat  termelésének több mint 75%-át exportálták. Saját fejlesztésű termékei közül kiemelkedik:
- Ahistan
- Humacthid (szintetikus ACTH hormon)
- Cavinton

A termelés jelentős része részben organikus, részben szintetikus előállítású gyógyszerkészítményekből állt.
Miután a gyár profiljának bővítése lehetővé vált, a termékskálát később kozmetikumokkal és növényvédőszerekkel bővítették.
A Kőbányai Gyógyszerárugyárnál fejlesztették ki az egykor olyan sikeres Fabulon illetve Fabulissimo kozmetikai termékeket, valamint a Richtofit termékcsaládot. A gyár növényvédő szereket (pl. Adol) is előállított, elsősorban a dorogi gyáregységében. 

### A rendszerváltás óta
A rendszerváltás óta is megőrizte a cég belföldi és számos külföldi piaci pozícióját. Egyike a kutatás és innováció iránt leginkább elkötelezett magyar vállalatoknak.
1993-ban a Colgate-Palmolive Kft. megvásárolta a Fabulon termékcsalád és a Richtofit termékek gyártási jogát. A dorogi gyárüzemben készülő termékeket továbbra is forgalmazta, azonban megszüntette az ehhez kapcsolódó magyarországi fejlesztést és elbocsátotta a tapasztalt fejlesztői gárdát. 2008-ban a Colgate-Palmolive bezárta dorogi gyárát.

### Napjainkban
A Richter Gedeon Nyrt. folyamatosan fejlődik és újabbnál újabb beruházásokat hajt végre. 2006-ban határozta el magát a vállalat, hogy megkezdi a biotechnológiai gyógyszerek fejlesztését és gyártását. Ennek eredményeképpen 2007-ben létrejött a Richter-Helm közös vállalat. 
2008-ban a vállalat úgy határozott, hogy Debrecenben építik fel a Biotechnológiai üzemet, melyet 2012-ben adtak át és 2014 óta folyamatosan működik. A vállalat fő profilja továbbra is az innovatív eredeti kutatás, legfontosabb terméke a Cariprazine, melyet az amerikai Actavis vállalattal közösen fejlesztett.
2024-ben átadták a vállalat új központi irodáját Kőbányán, az új Richter-székház funkcionális és innovatív épület.

## A Richter-csoport
Magyarországon
Anyavállalat
- Richter Gedeon Nyrt. (Budapest)

Fióktelepek
- Debreceni Biotechnológia üzem
- Dorogi Gyáregység

Külföldi leányvállaltok
- Lengyelország: Gedeon Richter Polska
- Románia: Gedeon Richter Romania
- Oroszország: Gedeon Richter RUS
- India: Richter Themis
- Egyesült Királyság: Gedeon Richter UK Ltd.
- Németország: Richter-Helm Biologics
- Spanyolország
- Svájc: Preglem
- Kína: Gedeon Richter Rxmidas
- Mexikó: Gedeon Richter Mexico
- Latin-Amerika: MediPuls NV.

Továbbá vegyes vállalatokkal rendelkezik: Brazíliában

## Vezetés
Igazgatóság
2022-ben 12 tagja volt a társaság igazgatóságának: Bogsch Erik, Orbán Gábor, prof. dr. Ács Nándor Pál, dr. Bagdy György, dr. Cserháti Péter, dr. Gulácsi Gábor, dr. Hardy Ilona, Lantos Csaba, dr. Pandurics Anett, dr. Szabó László, Szécsényi Bálint, prof. dr. Vizi E. Szilveszter.

## Egyéb irodalom
- Perjés István: A kőbányai Gyógyszerárugyár története 1901–1970, Budapest, 1970